# 久保朱莉
久保 朱莉（くぼ あかり、1994年5月25日 - ）は、フリーアナウンサー。札幌テレビ放送・文化放送の元アナウンサー。
大阪府立北野高等学校、上智大学卒業後の2018年、札幌テレビ放送（STV）に入社した。同期入社のアナウンサーに西尾優希がいる。 2019年10月に総務部へ異動後、2021年7月にはアナウンス部に復帰した。2022年9月11日放送の担当番組『まるごと!エンタメ〜ション』内で、9月末で担当番組の降板とSTVの退職を発表した。　
2023年3月、自身のSNS内で同年4月より文化放送所属の契約アナウンサーとして勤務することを報告した。2025年3月末で退社すると3月4日放送の『おつかれさま』で報告した。
2025年4月からライムライトに所属し、フリーアナウンサーとして活動を開始した。
2025年5月7日、結婚した。
2025年7月16日、ライムライトを退社して個人で活動を開始した。それにともない公式サイトを開設した。

## 過去の出演番組

### テレビ
- 洋二の部屋 '18 - 19（年末特別番組）
- どさんこワイド朝（2018年10月 - 2019年10月）
- 1×8いこうよ!（ナレーター：2019年3月17日 - 10月、進行役：2019年6月9日 - 10月）
- STVニュース（2021年7月 - 2022年9月14日）
- シアターS（2021年10月 - 2022年9月）
- ハッピーおとどけ隊（2021年7月 - 2022年9月）

### ラジオ

#### STVラジオ
- まるごと!エンタメ〜ション
  - 番組特別編成MC代演（2021年8月26日）
  - 兼子真衣の夏休み代演（2021年11月22日）
  - 月・火担当（2022年3月28日 - 2022年9月20日）
- オハヨー!ほっかいどう（月 - 水のみ、西尾優希と隔週出演、2018年10月 - 2019年3月）
- ごきげんようじ（2019年9月14日 8:00 - 11:00のみ。熊谷明美の代演）
- 部活の太陽（ - 2022年3月26日）
- アタックヤング60（2022年8月度マンスリーパーソナリティ）
- STVニュース（2021年7月 - 2022年9月）
- イイ加減にしろっぷサンデー（2021年10月3日 - 2022年9月18日） - アシスタント
- ラジオドラマGP（2022年4月2日 - 9月）

#### 文化放送
- モーニングTEN!（2023年4月2日 - 10月1日）
- 鷲崎健のヒマからぼたもち（2023年4月2日 - 10月1日）
- 長谷川太のスポーツギャラクシー（2023年4月20日 - 9月29日）
- 文化放送ライオンズナイター（スタジオ担当、2023年4月 - 9月）
- 岩本勉のまいどスポーツ（2023年10月2日 - 2024年3月25日）
- 峰竜太とみんなの信州（2023年4月1日 - 2025年3月29日）
- ブンナビ&ナースナビpresents 就活イチゴイチエ（2023年10月2日 - ）
- かわのをとや スポーツの巣（2024年4月1日 - 2025年3月24日）
- おつかれさま（火曜日・水曜日、2024年10月1日 - 2025年3月26日）

### YouTube
- 山鼻ホビーセンター[13]（2022年12月31日 - 2023年1月7日） - ゲスト出演